# Stades de Flandres
 (avril 2025).
La Salle Louis Dewerdt est un gymnase de 2 500 places situé à Dunkerque, renommée « stades de Flandres ». Il est voisin du stade Marcel Tribut destiné au football local. La salle est utilisée par le club de handball du Dunkerque Handball Grand Littoral. 
Elle fut construite entre 1967 et 1968 à l'initiative de Louis Dewerdt, adjoint aux sports de la Ville de Dunkerque de 1947 à 1968. À l'époque, la grande capacité d'accueil n'avait pas fait l'unanimité au conseil municipal. Son nom lui fut donné à titre posthume, Louis Dewerdt décédant avant l'inauguration. L'enceinte fut rénovée en 2000-2001.
C'est l'une des salles utilisées lors de la phase de groupe du Championnat du monde masculin de handball 2001.